# Nikita Murawjow
Nikita Michajłowicz Murawjow, ros. Никита Михайлович Муравьёв (ur. 19 lipca?/30 lipca 1796 w Petersburgu, zm. 28 kwietnia?/10 maja 1843 we wsi Urik w guberni irkuckiej) – rosyjski wojskowy, sztabskapitan, jeden z przywódców dekabrystów.
W czasie wojny 1813 brał udział w kampanii w Saksonii. W 1815 wkroczył wraz z armią rosyjską do Paryża. Był wolnomularzem, członkiem Loży Trzech Cnót. Był jednym z przywódców konspiracji przeciwko carowi Mikołajowi I. Wszedł do władz Towarzystwa Północnego, był autorem projektu konstytucji rosyjskiej. Aresztowany został 20 grudnia 1825. W 1826 za swą działalność został skazany na 15 lat katorgi na Syberii.